# Turmholländermühle Naundorf

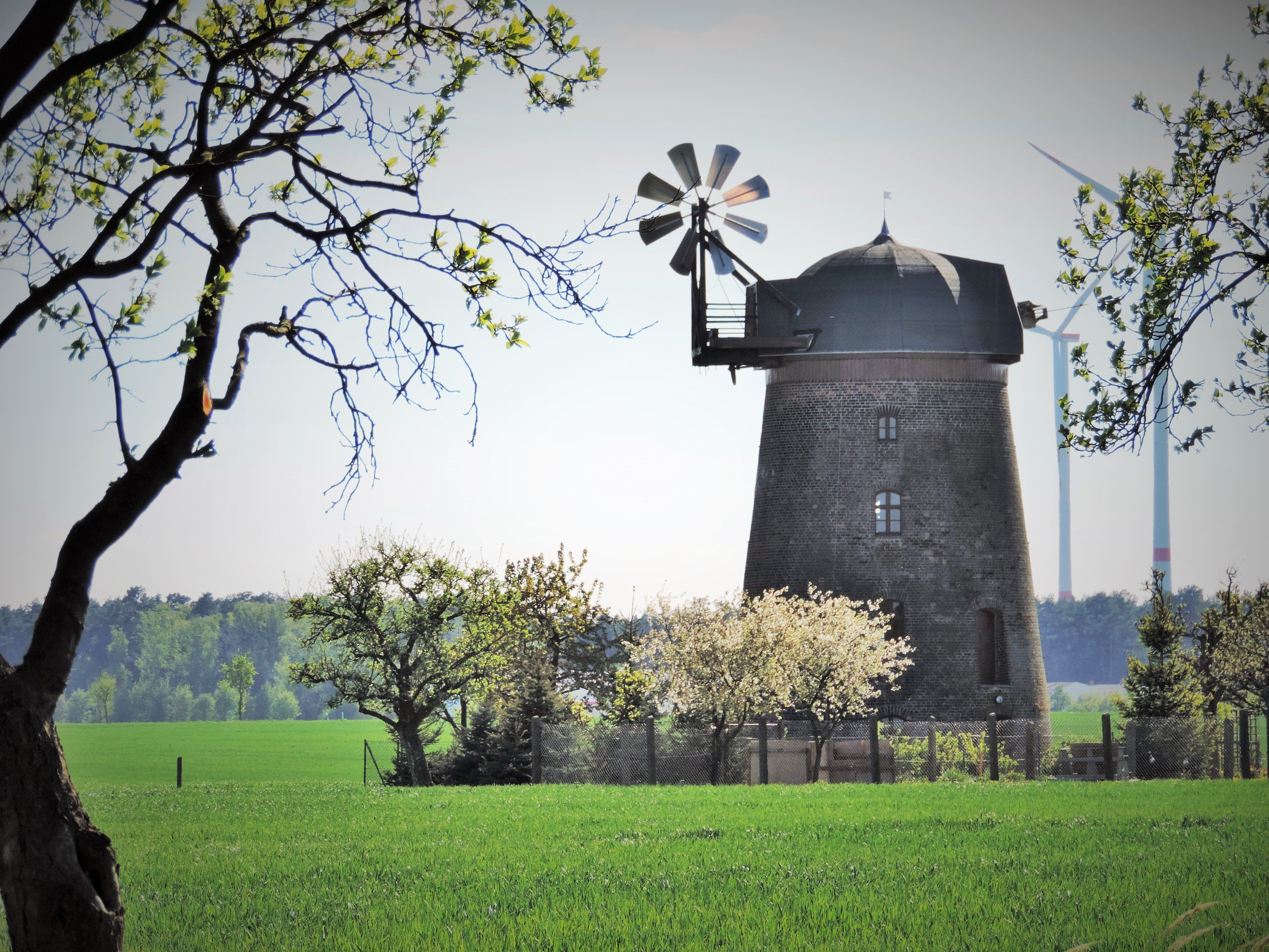
Turmholländermühle Naundorf (2017)

Die Turmholländermühle Naundorf ist ein technisches Denkmal in Jessen (Elster), OT Naundorf bei Seyda im Landkreis Wittenberg (Sachsen-Anhalt).

## Lage
Die Mühle befindet sich im Ortsteil Naundorf bei Seyda, ca. 300 m vor dem östlichen Ortsausgang.

## Geschichte
Erstmals urkundlich erwähnt wurde der Mühlenstandort im Grundbuch vom 14. August 1877. Der damalige Besitzer einer Bockwindmühle, Herr Friedrich, verkaufte die Mühle am 6. April 1901 an Christian Sommer. Berichten zufolge ist diese Bockwindmühle 1910 durch Brandstiftung abgebrannt.
Ein Jahr später, 1911, baute man an die gleiche Stelle die heutige Holländerwindmühle. Es wurden rund 200.000 Steine aus der Ziegelei in der Nähe von Blönsdorf geholt. Als einzige Getreidemühle im Ort war sie zur damaligen Zeit ein wichtiger Bestandteil des Dorfes, deshalb leisteten alle Bauern Gespanndienste und unterstützen so den Wiederaufbau. Nach der Fertigstellung 1912 wurde die Mühle mit Windkraft und Dampf betrieben. Im Gegensatz zur Bockwindmühle, bei der sich das gesamte Mühlenhaus bewegt, dreht sich bei dieser Mühlenart nur das Dach auf dem aus Stein gemauerten Turm. Mithilfe einer Windrose konnte das Mühlendach in Windrichtung bewegt werden. Falls nicht genug Wind zum Mahlen vorhanden war, übernahm eine Dampfmaschine, die im Nebengelass untergebracht war, den Antrieb.
Mit der Elektrifizierung der Gemeinde Naundorf in den 1920er Jahren wurde der Dampfantrieb durch einen fest eingebauten Elektromotor ersetzt. Da die elektrischen Zuleitungen über eine Freileitung erfolgte, nahm man die Windflügel ab. Seit diesem Zeitpunkt wurde das Dach nicht mehr gedreht.
Am 22. März 1939 übernahm Müllermeister Erich Sommer die Mühle von seinem Vater. Die Eintragung in das Handelsregister erfolgte am 1. Januar 1940.
Im Jahre 1960 musste das Hochdach wegen Baufälligkeit abgenommen und ein Flachdach aufgesetzt werden. Zu dieser Zeit stellte man die betriebliche Mehlherstellung in Naundorf ein. Der weitere Betrieb schien zur damaligen Zeit nicht rentabel, da in Seyda zwei modernere Hausmühlen betrieben wurden.
Bis zum Ende der 1980er Jahre wurde in der Naundorfer Mühle nur noch für private Zwecke Futterschrot hergestellt. Am 1. April 1999 erfolgte die Schenkung des Grundstücks samt Mühle an die Gemeinde Naundorf.
Die Mühle ist als Baudenkmal mit der Erfassungsnummer 094 35001 im Denkmalverzeichnis von Sachsen-Anhalt eingetragen.

## Restaurierung
Seit September 2000 wurden umfassende Arbeiten zur Erhaltung und Restaurierung des denkmalgeschützten Gebäudes durchgeführt. Insbesondere wurde ein drehbares Hochdach mit Windrose aufgesetzt und ein Elektromotor zur Schaumüllerei eingebaut.
Original aus dem Jahr 1955 erhalten sind noch eine Reinigung, eine Quetsche, der Schrotgang, ein Walzenstuhl, ein Plansichter, die stehende Mischmaschine und der Sackaufzug. Das Große Kammrad und Mahlsteine wurden aus anderen Mühlen eingebaut.
Aufgrund von Baufälligkeit musste die Windrose wieder entfernt werden.